# Tramvajová trať Nové Strašnice – Ústřední dílny Dopravního podniku
Tramvajová trať Nové Strašnice – Ústřední dílny Dopravního podniku je jednou z tratí pražské tramvajové sítě. Vede ze Strašnic do Malešic (částečně po jejich hranici) ve východní části Prahy, končí v Malešicích nedaleko trojmezí Malešice – Hostivař – Štěrboholy, u vchodu ústředních dílen, jejichž hlavní haly se nacházejí z větší části na území Hostivaře.
Je dvoukolejná a elektrifikovaná, na svém východním konci ukončená dvoukolejnou protisměrnou tramvajovou smyčkou. Na západní straně pak plynule navazuje na tramvajovou trať Vinice – Nové Strašnice, vedoucí dále do centra města. Trať k Ústředním dílnám se nachází na vlastním tělese; je provedena jako trať s otevřeným kolejovým svrškem, umístěná do středního pásu vozovky.
Tramvajová trať byla plánována již od 20. let 20. století, jejím hlavním účelem bylo spojit nově plánované ústřední dílny v oblasti u Štěrbohol se zbytkem tramvajové sítě. K realizaci se však přistoupilo až po druhé světové válce, stavět se začalo roku 1962 (práce však vzhledem k nedostatku kolejnic byly v následujícím roce přerušeny). Tramvajová trať začala sloužit cestujícím a hlavně dopravnímu podniku od 2. května 1967. Spolu s ní byly zprovozněny i ústřední dílny Dopravního podniku. V letech 1988–1990 byl rekonstruován most (přes nákladní železniční trať Hostivař – Libeň) na trati, roku 2001 pak byla rekonstruována trať celá.
13. srpna 2022 byla zprovozněna tramvajová smyčka v dopravním terminálu Depo Hostivař, jejímž cílem je zlepšit přestup mezi tramvajovými linkami a metrem A a výhledově i městskou železnicí. Smyčka je jednosměrná, se třemi kolejemi, s oboustranným napojením na hlavní trať. V jižní části smyčky (nejblíže ke vstupu do stanice metra) se nacházejí tři nástupiště – vnější pro směr na Ústřední dílny Dopravního podniku, prostřední pro směr do centra a vnitřní pro výstup ze spojů končících ve smyčce. Tramvajové zastávky na hlavní trati zůstávají v provozu v režimu na znamení; tramvaje v nich zastavují vždy až po obsloužení zastávky ve smyčce. Noční linky a výjezdové a zátahové spoje do tramvajové smyčky nezajíždějí.

## Zastávky

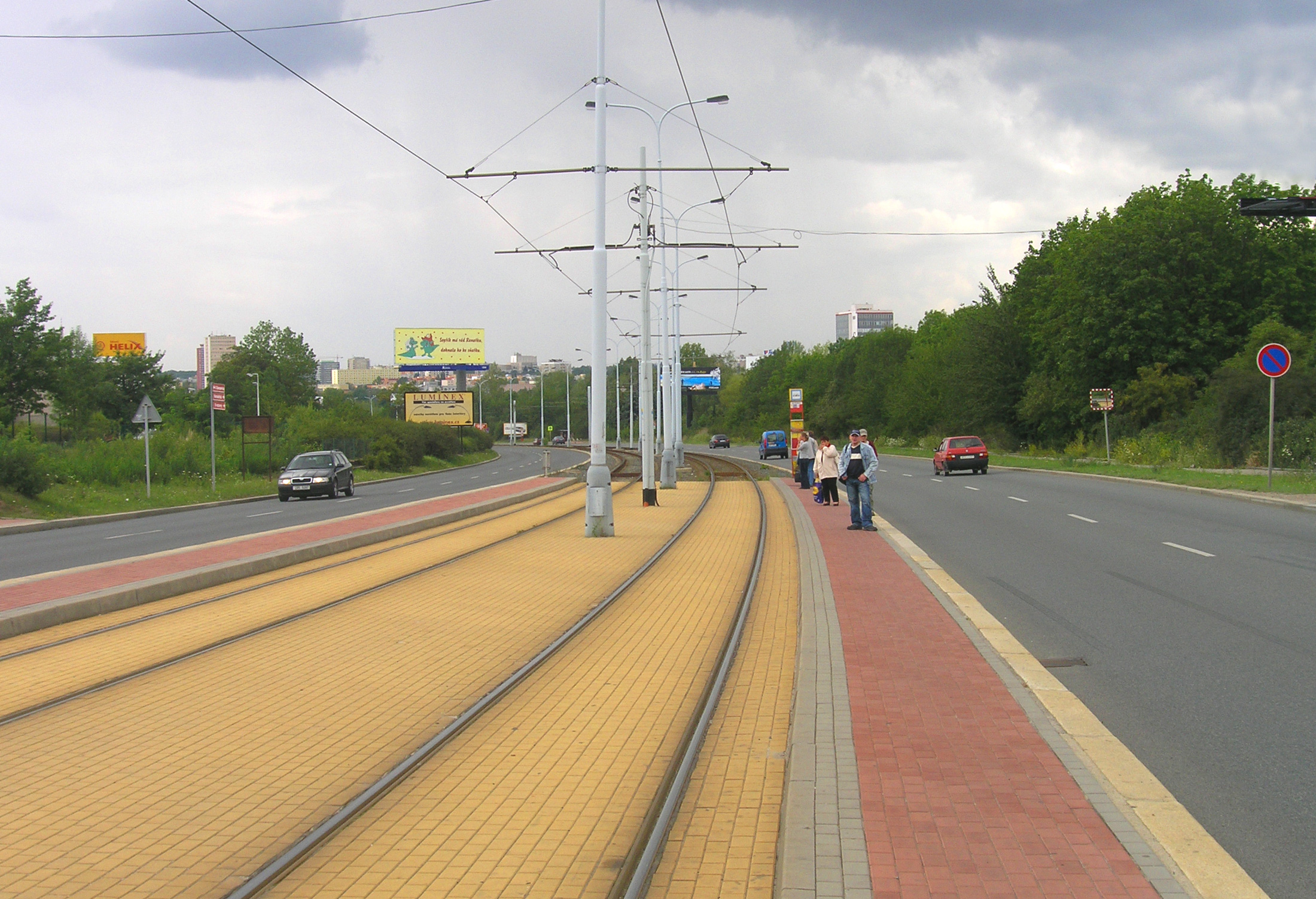
Zastávka Na Homoli

- napojení smyčky Nové Strašnice (dvoukolejná jednosměrná) – v současnosti bez pravidelného provozu[1]
- Nové Strašnice (do roku 2021 Černokostelecká[2]), nácestná zastávka
- Depo Hostivař, zastávka na znamení ve směru do centra, zprovozněna v roce 2022[1]
- napojení smyčky Depo Hostivař (tříkolejná jednosměrná s dvěma odstavnými kolejemi, zprovozněna v roce 2022) – konečná pro linku 7, nácestná pro linku 16 s oddělenými nástupišti pro směr z centra a do centra; není obsluhována noční linkou 95 ani výjezdovými a zátahovými spoji[1]; přestup na metro A (stanice Depo Hostivař)
- Depo Hostivař, zastávka na znamení ve směru z centra, do roku 2022 obousměrná[1] (do roku 2006 Hutní základna)
- Malešická továrna, zastávka na znamení
- Na Homoli, zastávka na znamení
- Ústřední dílny Dopravního podniku – tramvajová smyčka (dvoukolejná protisměrná) slouží jako pravidelná konečná linek 16[3] a 95; ulicí U Vozovny dále pokračuje tramvajová trať do areálu ústředních dílen Dopravního podniku